# پیواوا گورنا
پیواوا گورنا (به لهستانی:  Piława Górna) یک منطقهٔ مسکونی در لهستان است که در شهرستان جرژونگوف واقع شده‌است. پیواوا گورنا ۲۰٫۹۳ کیلومتر مربع مساحت و ۶٬۷۴۷ نفر جمعیت دارد.